# Elezioni statali in Baviera del 2018
Le elezioni statali in Baviera del 2018 si sono tenute il 14 ottobre e hanno rinnovato i 205 membri del Landtag della Baviera.

## Candidati principali
Markus Söder, attuale presidente della Baviera, si è candidato con l'Unione Cristiano-Sociale (CSU), ovvero la controparte bavarese dell'Unione Cristiano-Democratica, capeggiata da Angela Merkel. La CSU governa la Baviera ininterrottamente dal 1957.
Ha partecipato alle elezioni anche Natascha Kohnen, deputata del Landtag bavarese del Partito Socialdemocratico di Germania (SPD).
Si è candidato Hubert Aiwanger per il partito dei Liberi Elettori, Martin Hagen per il Partito Liberale Democratico, Martin Sichert per Alternativa per la Germania, Ates Gürpinar per Die Linke e Ludwig Hartmann e Katharina Schulze per Alleanza 90/I Verdi.

## Risultati elettorali
|         |                                             |                           |                    |                    |                      |                      |                     |                     |         |
| Partito | Partito                                     | Ideologia                 | Voti (cambiamento) | Voti (cambiamento) | Voti % (cambiamento) | Voti % (cambiamento) | Seggi (cambiamento) | Seggi (cambiamento) | Seggi % |
|         | Unione Cristiano-Sociale (CSU)              | Cristianesimo democratico | 2 495 960          |                    | 37.2%                | 10.4%                | 85                  | 16                  | 41.5%   |
|         | Verdi (Grünen)                              | Ambientalismo             | 1 189 885          |                    | 17.5%                | 8.9%                 | 38                  | 20                  | 18.5%   |
|         | Liberi Elettori (FW)                        | Regionalismo              | 809 126            |                    | 11.6%                | 2.6%                 | 27                  | 8                   | 13.2%   |
|         | Alternativa per la Germania (AfD)           | Nazionalismo tedesco      | 699 202            |                    | 10.2%                | 10.2%                | 22                  | 22                  | 10.7%   |
|         | Partito Socialdemocratico di Germania (SPD) | Socialdemocrazia          | 683 884            |                    | 9.7%                 | 10.9%                | 22                  | 20                  | 10.7%   |
|         | Partito Liberale Democratico (FDP)          | Liberalismo               | 352 613            |                    | 5.1%                 | 1.8%                 | 11                  | 11                  | 5.4%    |
|         |                                             |                           |                    |                    |                      |                      |                     |                     |         |
|         | La Sinistra (Die Linke)                     | Socialismo democratico    | 219 269            |                    | 3.2%                 | 1.1%                 | 0                   | Stabile             | 0%      |
|         | Partito Bavarese (BP)                       | Indipendentismo bavarese  | 122 417            |                    | 1.7%                 | 0.4%                 | 0                   | Stabile             | 0%      |
|         | Partito Ecologico-Democratico (ÖDP)         | Conservatorismo verde     | 111 115            |                    | 1.6%                 | 0.5%                 | 0                   | Stabile             | 0%      |
|         | Partito Pirata (Piraten)                    | Politica Pirata           | 24 207             |                    | 0.4%                 | 1.5%                 | 0                   | Stabile             | 0%      |
|         | Partito per la Franconia (Die Franken)      | Regionalismo              | 17 096             |                    | 0.2%                 | 0.5%                 | 0                   | Stabile             | 0%      |
|         | Altri                                       | Stabile                   | Stabile            | Stabile            | Stabile              | Stabile              | 0                   | Stabile             | 0%      |
| Totale  | Totale                                      |                           | 6 789 308          | 6 789 308          | 100.0%               | 100.0%               | 205                 | 205                 | 25      |

Vista la forte perdita di seggi, per restare Ministro presidente Markus Söder ha dovuto accettare una coalizione coi Liberi Elettori. La maggioranza è quindi di 112 seggi (ne sono necessari 103).